# Festival da Canção 1971
Das 8. Festival da Canção (portugiesisch VIII Grande Prémio TV da Cançao 1971) fand am 11. Februar 1971 im Cinema Tivoli in Lissabon statt. Es diente als portugiesischer Vorentscheid für den Eurovision Song Contest 1971, an dem Portugal nach einem Jahr Abstinenz wieder teilnahm.
Moderatoren der Sendung waren Henrique Mendes und Ana Maria Lucas.
Als Siegerin ging Tonicha mit dem Titel Menina do Alto da Serra hervor. Beim Eurovision Song Contest in Dublin erhielt sie 83 Punkte und belegte am Ende den 9. Platz.

## Teilnehmer
| Startnr. | Interpret             | Lied                    | Musik und Text                                            | Rang | Punkte |
| -------- | --------------------- | ----------------------- | --------------------------------------------------------- | ---- | ------ |
| 1        | Daphne                | Verde pino              | M/T: Nuno Rodrigues                                       | 7.   | 5      |
| 2        | Tonicha               | Menina do Alto da Serra | M: Nuno Nazareth Fernandes, T: José Carlos Ary dos Santos | 1.   | 103    |
| 3        | Intróito              | Palavras abertas        | M: Nuno Gomes dos Santos, T: José Carlos Ary dos Santos   | 5.   | 13     |
| 4        | Efe 5                 | Rosa, roseira           | M: Fernando Poitier, T: Fernando Vieira                   | 6.   | 6      |
| 5        | Hugo Maia de Loureiro | Crónica de um dia       | M: Hugo Mais de Loureiro, T: Fernando Guerra              | 4.   | 26     |
| 6        | Paulo de Carvalho     | Flor sem tempo          | M: José Calvário, T: José A. Sottomayor                   | 2.   | 69     |
| 7        | Lenita Gentil         | Anda ver o sol          | M: Fernando Poitier, T: Fernando Vieira                   | 9.   | 2      |
| 8        | Fernando Tordo        | Cavalo à solta          | M: Fernando Tordo, T: José Carlos Ary dos Santos          | 3.   | 42     |
| 9        | Duarte Mendes         | Adolescente             | M: José Luis Tinoco, T: Yvette Centeno, José Luis Tinoco  | 8.   | 4      |